# 锡戈耶
锡戈耶（法語：Sigoyer，法語發音：[sigɔje]）是法国上阿尔卑斯省的一个市镇，属于加普区。

## 地理
锡戈耶（44°28'40"N, 5°58'33"E）面积24.38 平方千米，位于法国普罗旺斯-阿尔卑斯-蓝色海岸大区上阿尔卑斯省，该省份为法国东南部内陆省份，北起萨瓦省，西北接伊泽尔省，西南接德龙省，南至上普罗旺斯阿尔卑斯省，东北部与意大利接壤。
与锡戈耶接壤的市镇（或旧市镇、城区）包括：奥兹新堡、埃斯帕龙、富尤斯、拉尔迪耶和瓦朗萨、内夫、佩洛捷、塔拉尔、维特罗勒。

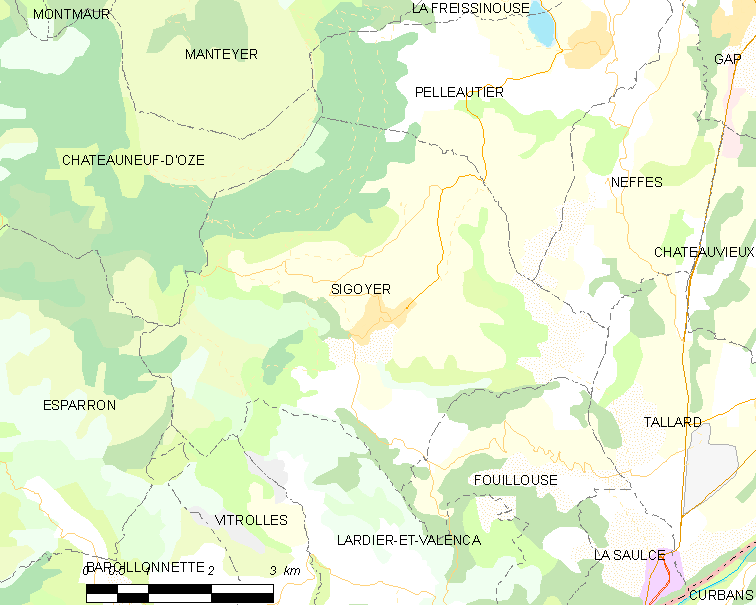
锡戈耶的OSM定位图

锡戈耶的时区为UTC+01:00、UTC+02:00（夏令时）。

## 行政
锡戈耶的邮政编码为05130，INSEE市镇编码为05168。

## 政治
锡戈耶所属的省级选区为塔拉尔县。

## 人口

1962-2008年间锡戈耶人口变化图示

锡戈耶于2022年1月1日时的人口数量为739人。